# المپیکوس
المپیکوس (انگلیسی: Olympikus) شرکت تجهیزات ورزشی برزیلی است، که در سال ۱۹۷۵ تأسیس شد.